# Aphelinidae
Famille
Les Aphelinidae sont une famille d'insectes hyménoptères apocrites térébrants de la super-famille des Chalcidoidea. C'est une famille d'insectes entomophages très utilisée en lutte biologique.

## Morphologie
Chalcidien de petite taille (0,6 à 2 mm). Corps allongé, variant du jaune pâle au marron foncé, rarement d'éclat métallique.
- Petit, peu sclérifié, non métallique,
- Tête très transverse à yeux nettement séparés,
- Antenne de 3 à 9 articles,
- Abdomen bien rattaché au thorax,
- Tarse à 4 ou 5 articles,
- Nervure marginale assez longue, mais stigma court,
- Ovipositeur peu visible.

Ils se différencient des Eulophidae par : 
- l'absence d'étranglement entre thorax et abdomen.

## Taxonomie: sous-familles et genres
Les Aphelinidae sont divisés en 7 sous-familles, dont 2 principales : Aphelininae (300 espèces), Coccophaginae (700 espèces), et 5 secondaires par leur nombre d'espèces : Eretmocerinae (52 espèces), Eriaporinae (22 espèces), Azotinae (90 espèces), Calesinae (3 espèces) et Eriaphytinae (2 espèces)).
Cette famille comporte 33 genres regroupant 1 200 espèces décrites. 	
- Quelques genres :
- Aphelininae : Aphelinus, Aphytis, Marlatiella, Marietta, Tumidiscapus, Centrodora, Neocales, Dirphys, Mesidia, Mesidiopsis,  Bestiola.
- Coccophaginae : Azotus, Ablerus, Encarsia, Physcus, Euxanthellus, Coccophagus, Aneristus, Prococcophagus, Prophyscus, Timbermlakiella, Lounsburyia, Coccophagoides, Aspidiotiphagus, Prospaltella.
- Eriaporinae : Eriasporus, Myiocnema, Eunostiscus.
- Eretmocerinae et autres sous-familles : Eretmocerus, Cales, Artas, Tetracyclos, Pteroptrix, Bardylis, Hispaniella, Archenosmus, Aphelosoma.

## Biologie
Ce sont en grande majorité des ecto ou endoparasitoides d'hémiptères sternorrhynches : cochenilles, pucerons, aleurodes.
Certains parasitent des œufs d'orthoptères, lépidoptères ou des œufs, larves, pupes de diptères ou des Dryinidae.
30 % d'entre eux sont des hyperparasitoides d'Aphelinidae ou de Chalcidoidea. Les mâles sont également parfois hyperparasitoides à l'égard des femelles.
Famille bisexuelle, mais souvent les mâles sont rares et la parthénogenèse est donc fréquente. La fécondité varie de 200 à 500 œufs.
Les Aphelinus parasitent les pucerons.
Les genres Encarsia, Eretmocerus attaquent les aleurodes.
Les genres Aphytis, Coccophagus se développent aux dépens des cochenilles.  Leur cycle dure de 10 à 30 jours.
Les genres Marietta (insecte) et Azotus sont des hyperparasites de cochenilles via des Hyménoptères.

## Utilisation en lutte biologique
Les Aphelinidae constituent une des plus importantes familles utilisées en lutte biologique avec plus de 90 succès d'acclimatations.
- Aphelinus mali parasite le puceron lanigère du pommier Eriosoma lanigerum (cochenille en fait). D'origine américaine, il fut introduit avec succès en France en 1920. Il pond un  œuf par hôte. Il peut être à son tour parasité par les Pteromalides Asaphes  et Pachineuron.
- Encarsia formosa est commercialisé et utilisé avec efficacité contre l'aleurode des serres (Trialeurodes vaporariorum), sur cultures de tomates, de concombres et de plantes ornementales.
- Prospaltella perniciosus fut introduit en Europe et s'est acclimaté contre Quadraspidotius perniciosus (pou de San José).
- Introduit en 1963, Prospaltella berlesei a été libéré en 5 endroits à Madagascar pour combattre la cochenille du murier sur les vergers de pêchers. Il n'y a pas eu de recaptures depuis.